# 榎本優樹菜
榎本 優樹菜（えのもと ゆきな、1993年11月30日 - ）は、日本のAV女優。

## 略歴・人物
2015年9月にAVデビュー。
趣味・特技は水泳。

## 出演作品

### アダルトDVD
2015年
- 6歳から水泳一筋の美少女が飛び込んだのは、AVの世界!! 某女子体育大学3年 水泳部エース 榎本優樹菜 AVデビュー（9月2日、プレステージ）
- 完全ガチ交渉! 噂の、素人激カワ看板娘を狙え! vol.28 in代々木（9月19日、プレステージ）
- 仕込み媚薬で発情! 何度も繰り返し中出しを欲しがる全身性感帯アスリートたち（10月1日、ワンズファクトリー）
- 忍者クローサーNO.03 PART3 1990年代ver.（10月9日、GIGA）
- 働くオンナ3 vol.23（11月2日、プレステージ）
- 「誰でもいいからして!」 媚薬を盛られ気が狂う程に躰が疼き性欲に逆らえない美人メッセンジャー 2（11月2日、DOC）
- 顔出し!女子大生限定 マジックミラー号 初めてのデカチンにハニかむうぶ素人娘編 5 in池袋 〜彼氏の短小チ○ポしか見た事ない! 未経験の大きなチ○ポを目の前に本能ムキ出しでオマ○コ本気濡れ!!〜（11月12日、ディープス）※「えりな」名義
- 女子陸上部のマネージャーになった僕。（11月13日、MOODYZ）
- 部活帰りのJKナンパ！ ～青春の香り嗅がせて下さい～ PART2（12月10日、DOC）※「れい」名義
- マジックミラー号 女子アナの内定が決まっている女子大生が淫語原稿読みでパンシミ広がる赤面興奮性交実況レポート!（12月24日、SODクリエイト）※「あずさ」名義
- ○袋人妻ヘルスの新人研修に密着! 素股講習中にご無沙汰マ○コが擦れすぎて気持ちよくなってしまった奥様たちは 入れちゃダメなんですよねといいつつ他人棒の膣内初挿入を拒めない!!（12月25日、SCOOP）